# Tiziana Pini
Pour les articles homonymes, voir Pini.
Tiziana Pini, née le 13 août 1958 à Sanremo dans la région de la Ligurie, est une animatrice de télévision, une chanteuse et une actrice italienne.

## Biographie
Remarquée pour sa beauté, elle présente l'édition 1976 du festival de Sanremo avec Giancarlo Guardabassi puis obtient un rôle de figuration dans le film Bordella de Pupi Avati. Elle joue le rôle de soubrette dans l'émission Macario più présentée par Erminio Macario sur la RAI en 1978. L'année suivante, elle devient chanteuse et sort un 45 tours avant de poser nue pour l’édition italienne du magazine Playboy.
Au cours des années 1980, elle obtient plusieurs rôles secondaires dans des comédies italiennes. Elle donne notamment la réplique à Alberto Sordi et Carlo Verdone dans le film In viaggio con papà, rôle qui lui vaut une nomination à l'éphémère prix David di Donatello de la meilleure actrice débutante. Elle est ensuite à l'affiche de la comédie Una gita scolastica de Pupi Avati. La même année, elle présente à nouveau le festival de San Remo, accompagnée de Pippo Baudo et d'Edi Angelillo. Faute de rôle au cinéma, elle se tourne vers le théâtre. L'une de ses dernières apparitions sur grand écran a lieu dans le film La Riffa au côté de l'actrice Monica Bellucci dont c'est le premier grand rôle.

## Filmographie

### Au cinéma
- 1976 : Bordella de Pupi Avati
- 1978 : Per vivere meglio divertitevi con noi de Flavio Mogherini
- 1982 : In viaggio con papà d'Alberto Sordi
- 1983 : Una gita scolastica de Pupi Avati
- 1983 : State buoni se potete de Luigi Magni
- 1986 : 7 chili in 7 giorni de Luca Verdone
- 1989 : Joyeux Noël, bonne année (Buon Natale... buon anno) de Luigi Comencini
- 1990 : Le comiche de Neri Parenti
- 1991 : La Riffa de Francesco Laudadio
- 1999 : Boom d'Andrea Zaccariello

### À la télévision
- 1985 : Caccia al ladro d'autore, saison un, épisode La Statua di Fidia
- 1993 : Casa Vianello, saison quatre, épisode Casablanca

## Discographie

### 45 tours
- In paradiso e torno/Dormi (1979)

## Distinctions
- Nomination au David di Donatello de la meilleure actrice débutante en 1983 pour In viaggio con papà.
- Nomination au Ruban d'argent de la meilleure actrice dans un second rôle en 1984 pour Una gita scolastica.